# Saint-Sorlin
Saint-Sorlin is een plaats en voormalige gemeente in het Franse departement Rhône in de regio Auvergne-Rhône-Alpes en telt 687 inwoners (1999). De plaats maakt deel uit van het arrondissement Lyon.

## Geschiedenis
Saint-Sorlin is op 1 januari 2017 gefuseerd met de gemeenten Saint-Maurice-sur-Dargoire en Saint-Didier-sous-Riverie tot de gemeente Chabanière. 

## Geografie
De oppervlakte van Saint-Sorlin bedraagt 4,7 km², de bevolkingsdichtheid is 146,2 inwoners per km².
De onderstaande kaart toont de ligging van Saint-Sorlin met de belangrijkste infrastructuur en aangrenzende gemeenten.

## Demografie
Onderstaande figuur toont het verloop van het inwonertal (bron: INSEE-tellingen).